# Dietrich Stobbe

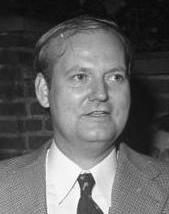
Dietrich Stobbe, 1974

Dietrich Stobbe (25 de março de 1938 - 19 de fevereiro de 2011) foi um político alemão. Ele foi prefeito de Berlim de 2 de maio de 1977 até 23 de janeiro de 1981.